# Among the Living (film, 1941)
Pour plus de détails, voir Fiche technique et Distribution.
Among the Living est un film américain de Stuart Heisler, sorti en 1941. 

## Fiche technique
- Titre original : Among the Living
- Réalisation : Stuart Heisler
- Scénario : Lester Cole et Garrett Fort d'après une histoire de Brian Marlow et Garrett Fort
- Musique : Gerard Carbonara
- Photographie : Theodor Sparkuhl
- Montage : Everett Douglas
- Direction artistique : Haldane Douglas et Hans Dreier
- Production : Sol C. Siegel (non crédité) et Colbert Clark (producteur associé)
- Société de production et de distribution : Paramount Pictures
- Pays de production : États-Unis
- Langue : anglais
- Format : Noir et blanc - 35 mm - 1,37:1 - Son : Mono (Western Electric Mirrophonic Recording)
- Genre : Film noir
- Durée : 67 minutes
- Date de sortie : 
  - États-Unis : 19 décembre 1941

## Distribution
- Albert Dekker : John Raden / Paul Raden
- Susan Hayward : Millie Pickens
- Harry Carey : Dr. Ben Saunders
- Frances Farmer : Elaine Raden
- Gordon Jones : Bill Oakley
- Jean Phillips : Peggy Nolan
- Ernest Whitman : Bill Oakley
- Maude Eburne :  Mme Pickens
- Frank M. Thomas : Shérif
- Harlan Briggs : Juge
- Archie Twitchell : Juge
- Dorothy Sebastian : Femme dans le café
- William Stack : Ministre
- Catherine Craig : Deuxième jeune femme au moulin